# Henry Acland
Pour les articles homonymes, voir Acland.
Henry Wentworth Dyke Acland (23 août 1815-16 octobre 1900) est un médecin et éducateur britannique.

## Biographie

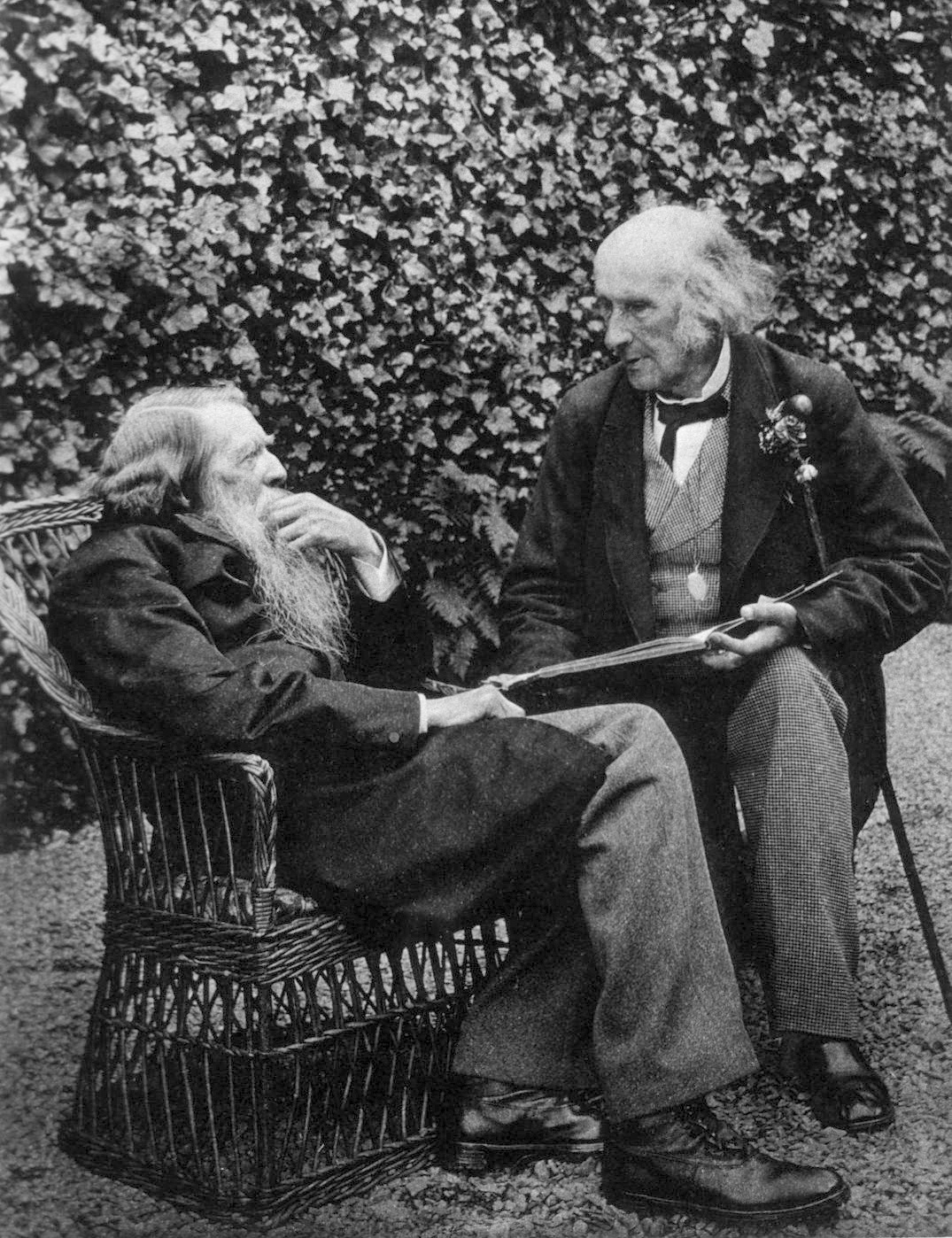
Henry Acland (à droite) avec John Ruskin en 1893, pris par la fille d'Acland, Sarah Angelina Acland.

Henry Acland est né à Killerton, Exeter, le quatrième fils de Thomas Acland et Lydia Elizabeth Hoare, et fait ses études à Harrow et Christ Church, Oxford. Il est élu membre du All Souls College d'Oxford en 1840, puis étudie la médecine à Londres et à Édimbourg. De retour à Oxford, il est nommé lecteur de Lee en anatomie à Christ Church en 1845, puis membre de la Royal Society en 1847 et en 1851 est nommé bibliothécaire et médecin de Radcliffe et médecin à l'infirmerie de Radcliffe.
Sept ans plus tard, il devient professeur Regius de médecine, poste qu'il conserve jusqu'en 1894. Il est également conservateur des galeries universitaires et de la Bibliothèque Bodléienne. De 1858 à 1887, il représente son université au Conseil médical général, dont il est président de 1874 à 1887.
En 1860, il accompagne le prince de Galles de l'époque en tant que médecin lors de sa tournée au Canada et aux États-Unis.
Il est nommé compagnon de l'Ordre du Bain (CB) en 1883, puis Commandeur (KCB) en 1884. Il est créé Baronnet en 1890.
Acland joue un rôle de premier plan dans la renaissance de la faculté de médecine d'Oxford et introduit l'étude des sciences naturelles à l'université. En tant que lecteur de Lee, il commence à former une collection de préparations anatomiques et physiologiques sur le plan de John Hunter, et la création du musée de l'Université d'Oxford, ouvert en 1861, en tant que centre pour l'encouragement de l'étude de la science, en particulier concernant la médecine, est dû principalement à ses efforts. « À Henry Acland », déclare son ami de toujours, John Ruskin, « la physiologie était un évangile confié dont il était le prédicateur solitaire aux païens », mais d'un autre côté, sa formation classique approfondie préserve la science à Oxford d'un trop brusque séparation des sciences humaines. En collaboration avec Henry Liddell, il révolutionne l'étude de l'art et de l'archéologie, pour cultiver ces sujets, pour lesquels, comme le déclare Ruskin, personne à Oxford ne se soucie avant cette époque, commencent à fleurir à l'université.
Acland s'intéresse également aux questions de santé publique. Il siège à la Commission royale sur les lois sanitaires en Angleterre et au Pays de Galles en 1869. Il publie une étude sur l'épidémie de choléra à Oxford en 1854, ainsi que diverses brochures sur les questions sanitaires. Son mémoire sur la topographie de la Troade, avec un plan panoramique (1839), est parmi les fruits d'une croisière qu'il fait en Méditerranée pour sa santé.
Acland est élu membre de la Société américaine de philosophie en 1873.
Son fils, le colonel Alfred Dyke Acland, épouse Beatrice Danvers Smith, fille de William Henry Smith (1825-1891) de la dynastie des Newsagents le 30 juillet 1885 et obtient le grade de lieutenant-colonel en 1910 au service du Royal 1st Devon Yeomanry (Armée territoriale). Un autre fils, Theodore Dyke Acland épouse la fille de William Gull, un éminent médecin londonien et l'un des médecins ordinaires de la reine Victoria.

## Distinctions
- Chevalier commandeur de l'Ordre du Bain

## Mariage et enfants

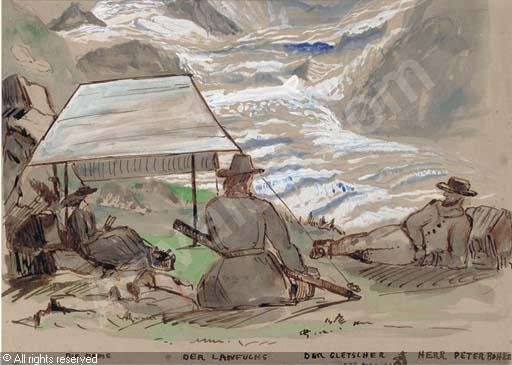
Henri Acland. "Voyageurs par un glacier suisse".

Il épouse Sarah Cotton, fille de William Cotton (banquier) (en) et Sarah Lane, le 14 juillet 1846. Ils ont sept fils et une fille :
- L'amiral William Acland (2e baronnet) (1847-1924)
- Sarah Angelina Acland (en) (1849-1930)
- Henry Dyke Acland (1850-1936)
- Theodore Dyke Acland (en) (1851-1931), le père de Theodore Acland (en) (1890-1960)
- Herbert Dyke Acland (1855-1877)
- Sir Reginald Brodie Dyke Acland (1856-1924)
- Francis Edward Dyke Acland (1857-1943)
- Alfred Dyke Acland (1858-1937)

L'ancien hôpital Acland, initialement à Wellington Square, Oxford et plus tard sur Banbury Road à Oxford (maintenant partie de Keble College), est fondé à la mémoire de l'épouse d'Acland, Sarah.
Leur fille, Sarah Acland, vit ensuite à Park Town et est l'une des premières pionnières de la photographie couleur. Certaines de ses photographies font partie de la collection du Musée d'histoire des sciences de Broad Street, en face de la maison familiale.